# 国際連合海洋法会議
国際連合海洋法会議（こくさいれんごうかいようほうかいぎ、英語:United Nations Conference on the Law of the Sea、略称:UNCLOS）は、国連が開催した海洋法の法典化に関する外交会議である。1958年2月24日から4月27日までの第一次国連海洋法会議（UNCLOS I）、1960年3月17日から4月26日までの第二次国連海洋法会議（UNCLOS II）、1973年12月3日から1982年12月10日までの第三次国連海洋法会議（UNCLOS III）に分けられる。

## 経緯
海洋法の分野で条約の草案を作成する試みは1890年代から1920年代にかけて学者たちの間で見られた。万国国際法学会、国際法協会、ハーバード・ロー・スクールなど、国際法学の有力な研究グループがそれまでの国際慣習法の内容を識別しこれを補完するため、領海、海洋資源、船舶の法的地位、海賊、内水などに関する海洋法の諸問題について、多数国間条約の草案を作成しこれを相次いで提案するようになった。こうした研究作業の成果はその後の各国政府による法典化作業に少なからず影響を与えた。
1930年に国際連盟の主催で行われた国際法法典化会議においては、領海制度の法典化の問題が議題の一つとして取り上げられた。これが海洋法に関する国際慣習法を法典化しようとする国際社会による最初の試みであったとも言われる。この会議において領海に関する条項案の多くの部分において合意を得ることができたが、18世紀以来長年に渡り各国の意見が一致しなかった領海の幅員に関する交渉が難航したため、結局それが原因で法典化は失敗した。しかし領海の幅員以外の多くの規定に関しては第二次世界大戦後の法典化会議において有用なベースになった。
第二次世界大戦後、海洋法秩序はさらに混乱した様相を見せた。1945年9月、アメリカ合衆国はいわゆる「トルーマン宣言」において、同国沿岸に隣接する大陸棚の資源が自国の管轄に属すること、自国沿岸に隣接する公海上に「保存水域」を設定し、そこにおいて漁業資源の保存に同国が当たることを宣言した。中南米諸国を中心にこの宣言に影響を受けた各国は競うように海に対する自国の権限を拡大しようと試み、中にはアメリカが主張した権限よりもはるかに大きな権利を主張する国も現れるなど各国は自国周辺海域に対してまちまちの権利を主張するようになった。

## 第一次国連海洋法会議
1947年、国連体制下において国連総会は、個人資格の専門家によって構成される国連国際法委員会を設置し、国際法の法典化作業をその任務とした。そして同委員会の最初の作業テーマの一つとして選ばれたのが海洋法の法典化であった。
国際法委員会は1949年の第1会期会合から領海制度や公海制度の法典化について審議を行い、1956年の第8会期会合で海洋法に関する最終草案が採択されたことに伴い国連総会に対して外交会議の招集を勧告した。国際法委員会の勧告を受けた国連総会は1957年に決議1105(XI)を採択し、これに基づき1958年2月24日から4月27日にかけて86カ国の参加による第一次国連海洋法会議がスイスのジュネーヴで開催された。
ここで国連国際法委員会は73カ条からなる海洋法の草案を提出しそれを基に審議が進められた結果、領海条約、大陸棚条約、公海条約、公海生物資源保存条約の4つの条約、いわゆるジュネーヴ海洋法四条約が採択された。これらの条約は1966年までに全て発効し、後に国連海洋法条約が発効するまでの約30年間にわたり海洋法秩序の主要部分としての役割を果たした。
しかしこのジュネーヴ四条約の締約国はいずれも少数にとどまり、条約に加入していない国との間では条約締約国との関係においても依然として国際慣習法が適用された。
さらに長年の懸案であった領海の幅員については3カイリ、6カイリ、12カイリと、各国間の主張が対立したままここでも合意に至ることはできなかったため領海条約にもこの点についての規定が設けられることはなく、結局この問題は先送りにされた。

## 第二次国連海洋法会議

### 会議開催
1960年3月17日から4月26日にかけて、再びジュネーヴで88カ国の参加による第二次国連海洋法会議が開催された。
ここでは領海の幅員問題など、前回先送りにされた問題について解決が試みられ、アメリカ合衆国やカナダを中心として6カイリの領海とその外側に6カイリの漁業水域を認める妥協案が多くの支持を得たが、ここでも各国意見を調整することができず採択に必要な3分の2の賛成票を得ることができなかったため、結局何ら具体的な成果を上げることはできなかった。

### 開発途上国の不満

#### 国家間の対立
1960年代後半には、多くの旧植民地が独立を達成したことや海洋技術の急激な発達により、海洋資源の利用・配分をめぐる国家間の対立はいっそう深まっていった。
特にジュネーヴ海洋法四条約の制度に新興諸国の多くは反発し、従前の海洋法秩序の根本的見直しを求める主張が強くなった。これらの諸国は既存の海洋法形成に参加しておらず、そのような過程で形成された秩序に拘束される理由はないとして、既存の海洋法の基盤そのものの合理性・適法性に異論を唱えたのである。
従来の公海自由の原則は、強大な資本力・軍事力・海洋技術を持つ海洋先進国に対してのみ自由競争と機会均等、利用・開発の独占を保障した一方で、そうした力を持たない新興・弱小国の参入と利益を犠牲にしてきたというのもその理由のひとつである。

#### 主張
これらの国々の主張は、代表的なものとしては以下の2点が挙げられる。
第一は、領海の範囲を拡大することはもとより、排他的経済水域や大陸棚などといった沿岸国による資源開発の独占権、ないし優先権が認められる海域をできるだけ沿岸から沖合に拡大するよう、海洋の再区分を求めた。
また第二には、特に深海底など強大な力を有する海洋先進国に独占される可能性のある海域の開発は、国際機関による直接管理と開発途上国の特恵的待遇を要求した。1960年代半ばに深海底にはニッケル、コバルト、マンガンなどのレアメタルが埋蔵していることが明らかになるなど、国際社会の関心はより高まっていった。

#### マルタ提案
1967年には国連総会会議においてマルタ政府代表のパルドが、大陸棚以遠の深海底を「人類の共同遺産」とし、平和目的のため、および人類全体の利益のために開発することを提案した。これは「パルド提案」、または「マルタ提案」と呼ばれる。
開発途上国はこの提案に基づく国際管理方式を強固に主張し、こうした諸国が主張する新国際経済秩序を海洋法制度にも反映させようと試みた。

## 第三次国連海洋法会議

### 会議開催
上記のように各国の立場の違いがより鮮明となった状況で、海洋法秩序の全面的見直しを目指した第三次国連海洋法会議が1973年12月3日にニューヨークで始まった。ジュネーヴ海洋法四条約採択からわずかに15年後のことである。
同会議においては、海洋資源の利用・配分について上記のような開発途上国の要求を新条約にどこまで反映させるのか、領海の外の海域に拡大されていく沿岸国管轄権が領域主権のような広範な権利に転化し航行の自由が妨げられることをどのようにして防ぐのか、といった諸点について各国の意見は鋭く対立した。
また同会議では、国連国際法委員会のような専門家集団作成による条約草案をもとに外交会議を経てそれを採択するという従前の方式を改め、それぞれの事項や利害関係ごとにグループを構成し、最初から政府間レベルでの直接交渉によって海洋法の全面的見直しが行われることとされた。
例えば海洋資源に関する問題については、より沖合での資源の開発・管理・保存を目指しより広い国家管轄権を主張する沿岸国と、公海自由の原則を主張しこれに対立する遠洋漁業国や海軍国など、利害関係ごとのグループに分けて交渉が行われ条約文の作成にあたった。
またこのように広範な分野において各国意見が対立した結果、第二次国連海洋法会議において行われたような票決手続きによる決定では根本的な問題の解決は得られないと判断され、参加者全員の合意が得られるまで交渉を尽くし交渉中の条約草案については票決を行わないという、いわゆるコンセンサス方式が採用された。
1973年にニューヨークで第一会期が始まった同会議は、1982年12月10日に終了した第十一会期まで続いた。

### 国連海洋法条約
第三次国連海洋法会議の審議を通じてようやく基線から12カイリを超えない範囲で沿岸国は領海を設定することができるとする合意がなされ、国連海洋法条約第3条に規定されることとなった。
排他的経済水域についても、沿岸から200カイリ以内に所在する資源の管轄権に関する提案が多くの国々から提出され、1974年の第2会期において排他的経済水域概念は会議参加国間でほぼコンセンサス形成に成功し、海洋法条約第5部（第55条~第75条）に排他的経済水域制度に関する規定が設けられるにいたった。
こうした現代の12カイリまでの領海と200カイリまでの排他的経済水域という制度は、自国の海運や遠洋漁業を守るために海洋の自由を主張する先進海洋国と、自国の領海を拡大することにより自国周辺のそれまで公海と考えられていた水域の漁業資源を他国から守ろうとする国々との間の妥協であったともいえる。
つまり、沿岸国に対し天然資源の開発など経済的目的に限定した権利を認めるけれども、他国に対しても公海並みの船舶航行の自由や航空機上空飛行の自由を認める水域、として200海里までの排他的経済水域を認める代わりに、領海の範囲を12海里までに限定したのである。
それでも深海底制度などの点についてこのコンセンサス方式では各国意見を調整することができず、結局コンセンサス方式を断念し票決によって1982年4月国連海洋法条約が採択され、同年12月3日に第三次国連海洋法会議は終了した。
しかしコンセンサス方式の断念は、条約の内容が少数派諸国の意見を十分に反映することができなかったことをあらわしており、そのことが同条約の世界的定着をめぐるその後の対立を招いたともいえる。

### 国連海洋法条約批准状況

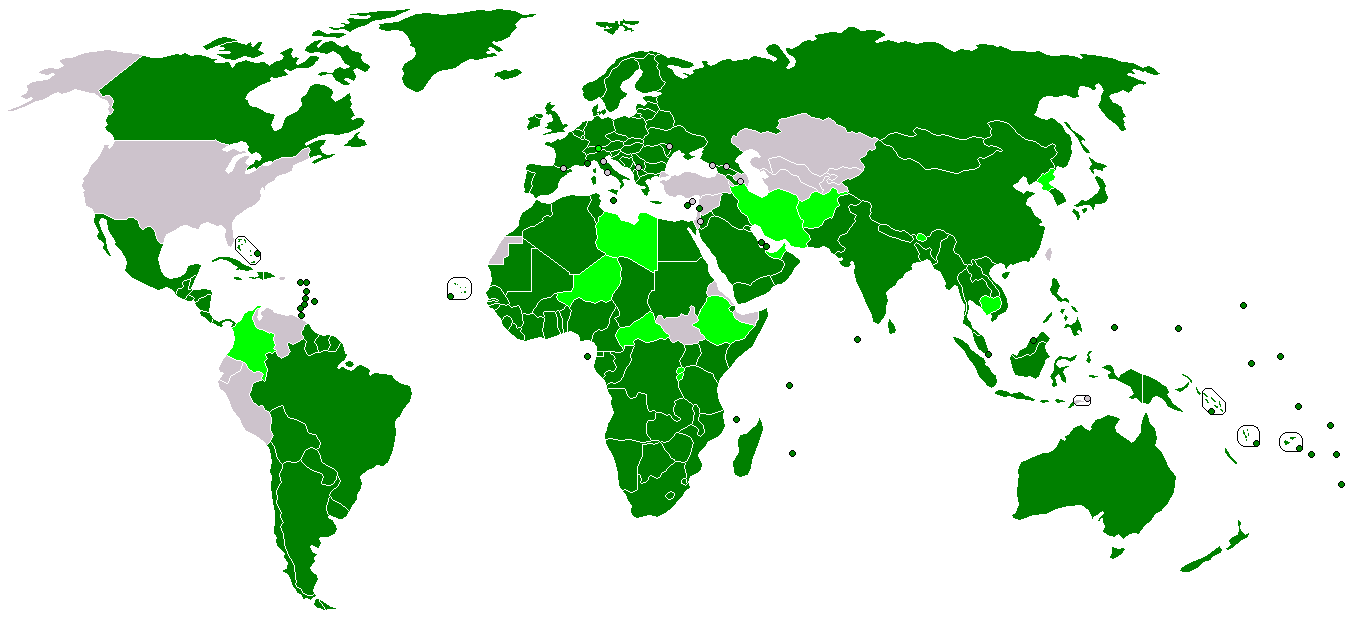
2013年現在の国連海洋法条約批准状況。
批准
署名したが未批准
未署名

## その後

### 先進国の不満
このようにして採択された国連海洋法条約は領海、公海、大陸棚、排他的経済水域、深海底、海洋環境保護、海洋科学調査など、海洋のあらゆる法制度を包摂する大きな条約となった。
しかし当初条約を批准した国の大半は開発途上国のみに限られ、特に条約第11部の深海底制度に対する先進諸国の不満は根強く、条約採択後10年以上もの間発効のために必要とされた60カ国の批准を得られない状態が続いた。
そもそも国連海洋法条約の採択に際してコンセンサス方式が失敗したのは、草案全体がほぼ固まり会議が最終段階に達した1981年の段階でアメリカのレーガン政権打ち出した条約草案全体の見直し案に原因がある。
アメリカは、条約第11部によって設立される国際海底機構の権限はあまりに強大であり、また海底資源開発に参入する企業体などに課せられる義務があまりに厳しく、すでに海底に埋蔵するレアメタルの開発に投資していたり将来的に投資する意図を持った先進各国企業の利益を十分に保護することができないとして、第11部の深海底制度を中心に反対を表明し条約草案の大幅な修正案を提出した。
この修正案は会議の最終会期において取り上げるにはあまりに広範なもので、結局コンセンサス方式を放棄し票決に付さざるを得なかったのである。
それでも条約案は圧倒的多数の賛成で採択はされたものの、日米欧などほとんどの先進諸国がアメリカの主張に同調し、こうした諸国のほとんどは条約の批准を先送りにした。
このようにして、アメリカに代表される西側先進諸国グループと、条約の早期発効を目指す開発途上国およびそれを支援する東欧社会主義諸国との対立構造が鮮明となった。

### 妥協
1980年代中ごろから後半にかけて、上記のような対立において途上国側が徐々に態度を転換せざるを得ない状況となった。
その主な原因には、世界的金属市場の悪化に伴う深海底資源開発への世界的関心の低下、深海底制度に盛り込まれていた中央計画経済制度を採用する各国の制度崩壊、冷戦の終結に伴う東西の接近が挙げられる。
さらに国際海底機構、国際海洋法裁判所、大陸棚限界委員会など、条約が設立を予定する諸機関の活動が先進諸国の技術的・経済的支援なしに途上国のみで可能であるのかも疑問視された。
こうした情勢を背景に1990年から、国連事務総長の主導で条約中の深海底制度を規定する第11部の実質的見直しに関する非公式協議が開かれ、アメリカが提起していた諸問題の現実的解決が目指された。
1994年7月、国連海洋法条約第11部実施協定が採択された。同協定は海洋法条約とは別個の条約ではあるが一体となって解釈・適用されることとされ、第11部実施協定と海洋法条約が抵触する場合には第11部実施協定が優先されることとされた。つまり、実質的には第11部実施協定は海洋法条約を修正するものであった。
実施協定では当初海洋法条約で規定されていたよりも国際海底機構の機能を縮小することや、深海底開発者の義務緩和などが新たに規定された。
こうして多くの西側先進諸国にとっても受諾可能なものとなったことで海洋法条約を批准する先進国も増加し、条約採択から12年後の1994年11月になってようやく国連海洋法条約は発効した。